# Elis Höglund (författare)
Elis Albert Höglund, född 1886, död 1949, var en svensk författare och poet. Under början av 1900-talet var han en aktiv agitator för Ungsocialismen, och dömdes vid flera tillfällen till fängelse för bland annat värnpliktsvägran och i olika yttrande- och tryckfrihetsmål.